# Музей под открытым небом Хагена
Музей под открытым небом Хагена — Вестфальский государственный музей ремёсел и технологий (нем. LWL-Freilichtmuseum Hagen – Westfälisches Landesmuseum für Handwerk und Technik (WFH)) — музей под открытым небом в районе Зельбэкке города Хагена в Рурской области земли Северный Рейн-Вестфалия. Спонсор музея — Региональная ассоциация Вестфалия-Липпе (LWL), Хагенский музей (WFH) посвящен истории ремёсел и технологий.

## История
Усилия по сохранению памятников ремёсел и технологий для потомков предпринимались с 1920-х годов. В 1929 году мэр Хагена Альфред Финке написал письмо Оскару фон Миллеру, основателю Немецкого музея в Мюнхене, в котором предлагал построить в Хагене музей технических памятников культуры под открытым небом. Вильгельм Клаас предложил в качестве места для создания соответствующего музея долину Мекингербаха (Mäckingerbachtal) ещё в 1930 году. Узкая долина в предгорьях Зауэрланда совмещает наиболее важные факторы для промыслов XVIII и XIX веков: ветра, воды и леса.

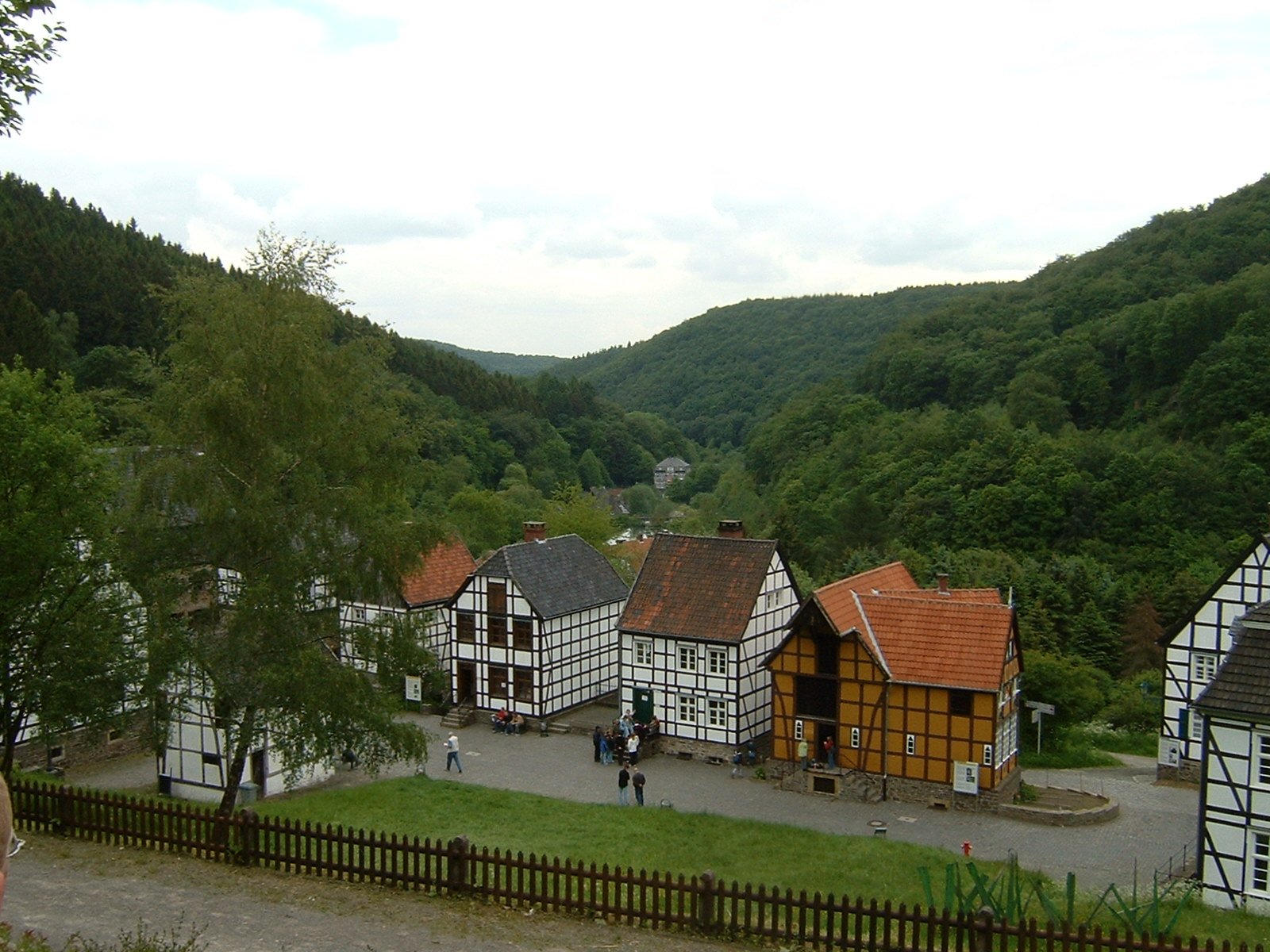
Музей под открытым небом Хагена

Музей был построен Фрицем Гельмутом Зонненшайном, который позднее стал его руководителем. Ранее Зонненшайн возглавлял технический отдел Строительного управления Дортмунда. После войны он пытался восстановить замок Ромберг, в результате чего попал в немилость городского совета Дортмунда. Но Фриц Гельмут Зонненшайн привлёк внимание городского совета Хагена. Он возглавлял музей до 1 октября 1987 года. После этого данную должность занял Михаэль Даускардт, преемником которого стал нынешний директор Уве Бекманн.

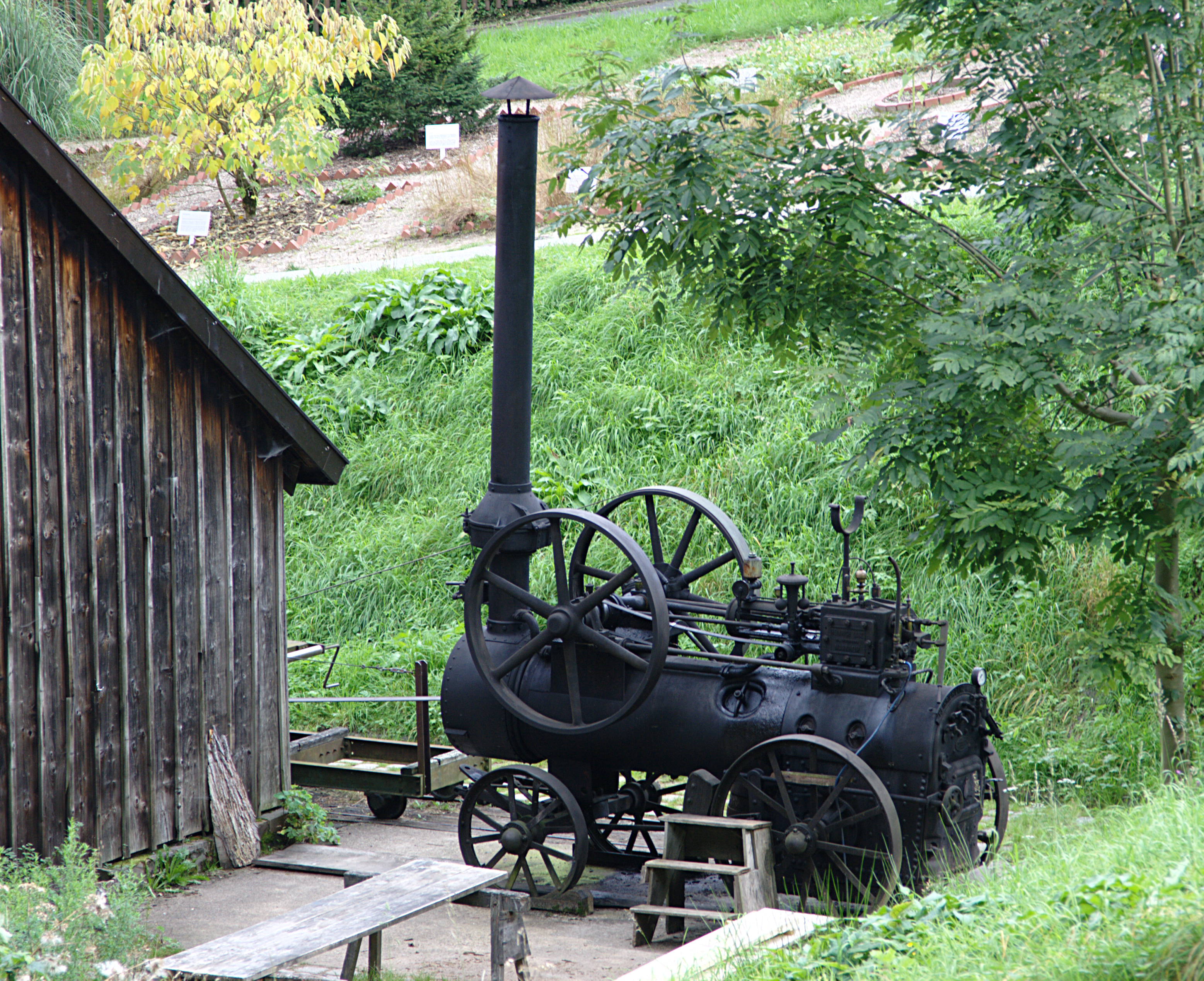
Музей под открытым небом Хагена. Локомобиль

22 июля 1960 года музей был назван «Вестфальский музей технических памятников культуры под открытым небом — Государственный музей истории техники и ремёсел — Хаген» вместе с музеем под открытым небом LWL в Детмольде. После Немецкого музея в Мюнхене это был один из первых музеев, специализирующихся на технологиях и их истории. Открытие для посетителей состоялось 30 апреля 1973 года.
С 1983 года в WFH также находится Немецкий музей кузнечного дела, который с 1960 года размещался в замке Альтена. Он расположен в бывшей ратуше Нойнкирхена с 1754 года, которая была перестроена в WFH.
В декабре 1987 года в концепцию музея были внесены существенные изменения. Были не только усилены основные задачи, такие как инвентаризация и исследование коллекций, но и, в частности, сосредоточено внимание на людях и взаимосвязи между людьми и технологиями. Также была разработана концепция, впоследствии получившая название музейного образования, которая впервые упоминается в отчёте первого педагога музея Кристианы Кремер в 1989 году. Это привело и к переименованию музея. Он стал называться «Вестфальский музей под открытым небом. Государственный музей ремёсел и технологий». В 1992 году было добавлено дополнение «Хаген», а позже были внесены другие небольшие изменения, так что сегодня он носит название «LWL — Музей под открытым небом Хагена, Вестфальский государственный музей ремёсел и технологий».
Около шестидесяти мастерских были перемещены или реконструированы на участке площадью около 42 гектаров, принадлежащем музею WFH.
Большинство из них готовы к эксплуатации, а некоторые также регулярно проводят выставки или семинары по ремёслам. Это даёт посетителям представление о развитии ремёсел и промыслов в регионе начиная с конца XVIII века,  от раннего промышленного производства до индустриализации высокого уровня начала XX века.
С мая 2012 года здесь снова начала действовать пивоварня, где выпускается пиво под брендом Mäckinger. Кроме того, существует традиционная музейная пекарня, где выпекают и продают по невысокой цене хлеб и булочки с изюмом.
На территории есть, в том числе, музей немецких кузнецов.
Музей открыт для посещений только с 1 апреля по 31 октября ежегодно, а в первые выходные перед Рождеством (Адвент) в течение трех дней здесь проходит рождественская ярмарка. В верхней части музея находятся дома (они сгруппированы в деревню, посвящённую печатному делу и бумаге), которые в эти дни украшаются гирляндами. В дополнение к рождественской ярмарке, здесь проводится множество мероприятий, некоторые являются ежегодными, а некоторые — уникальными. Их примерами могут быть: тракторная выставка, дни возчика, дни ремёсел, пикник в стиле стимпанк и осенний фестиваль ремесленников.
В музее под открытым небом есть справочная библиотека с литературой и изображениями истории ремёсел, торговли и технологий, в том числе из региона Вестфалия-Липпе. Всего доступно около 15 000 томов. Доступ к томам осуществляется бесплатно по предварительной записи, которую можно оформить на верхнем этаже административного здания.